# Hypsitherium
Hypsitherium — це вимерлий рід Mesotheriidae, який жив 4.0–3 мільйони років тому, і відомий з міоцену до пліоцену в скам'янілому місці Inchasi в Болівії. Це була скансоріальна травоїдна тварина, її назва означала «високий звір».